# Thiré
Thiré é uma comuna francesa na região administrativa da Pays de la Loire, no departamento de Vendéia. Estende-se por uma área de 11,6 km². Em 2010 a comuna tinha 574 habitantes (densidade: 49,5 hab./km²).